# Ба Кют
Ле Куанг Вінь (1923 , Лонгсюєн, Французька Кохінхіна, Французький Індокитай  — 13 липня 1956 , Кантхо, Південний В'єтнам ), широко відомий як Ба Кют (в’єтнамська: [ɓāː kût] ) — в’єтнамський військовий командир релігійної секти Хоахао, яка діяла з дельти Меконгу і контролювала різні частини Південного В'єтнаму в 1940-х — початок 1950-х років.
Ба Кют і його війська воювали з В'єтнамською національною армією (VNA), В'єтміном і Каодай (релігійний рух) з 1943 року до його полону в 1956 році. 
Відомий своїми ідіосинкразіями, він вважався непостійним і жорстоким лідером, який воював з незначною ідеологічною складовою. 
Його прозвище походить від самоампутації лівого вказівного пальця (хоча було помилково повідомлено, що це був його середній або «третій порізаний палець»). Пізніше він поклявся не стригтися, доки комуністи В'єтміню не будуть переможені. 
Ба Кют часто укладав союзи з різними в'єтнамськими фракціями та французами. 
Він незмінно приймав матеріальну підтримку, пропоновану в обмін на свою співпрацю, а потім порушував угоди — проте французи укладали з ним угоди п’ять разів. Позиції Франції були слабкими, оскільки їхні військові сили були виснажені Другою світовою війною, і їм було важко відновити контроль над Французьким Індокитаєм, в якому залишився вакуум влади після поразки Японії.
У середині 1955 року розпочалась боротьба проти різних сект, коли прем'єр-міністр Держави В'єтнам Нго Дінь Дьєм і його ВНА почали зміцнювати свою владу на півдні. 
Ба Кют і його союзники були вигнані в джунглі, і їх позиція була під загрозою урядових наступів. 
Після майже року боїв Ба Кют потрапив у полон. 
Він був засуджений до смертної кари та публічно обезголовлений в Кантхо.